# Вручну (Цілком таємно)
Вручну (Per manum) — 13-й епізод восьмого сезону серіалу «Цілком таємно». Епізод належить до «міфології серіалу» та надає можливість глибше з нею ознайомитися. Прем'єра в мережі «Фокс» відбулася 18 лютого 2001 року.
У США серія отримала рейтинг Нільсена, рівний 9.4, це означає, що в день виходу її подивилися 16 мільйонів глядачів.

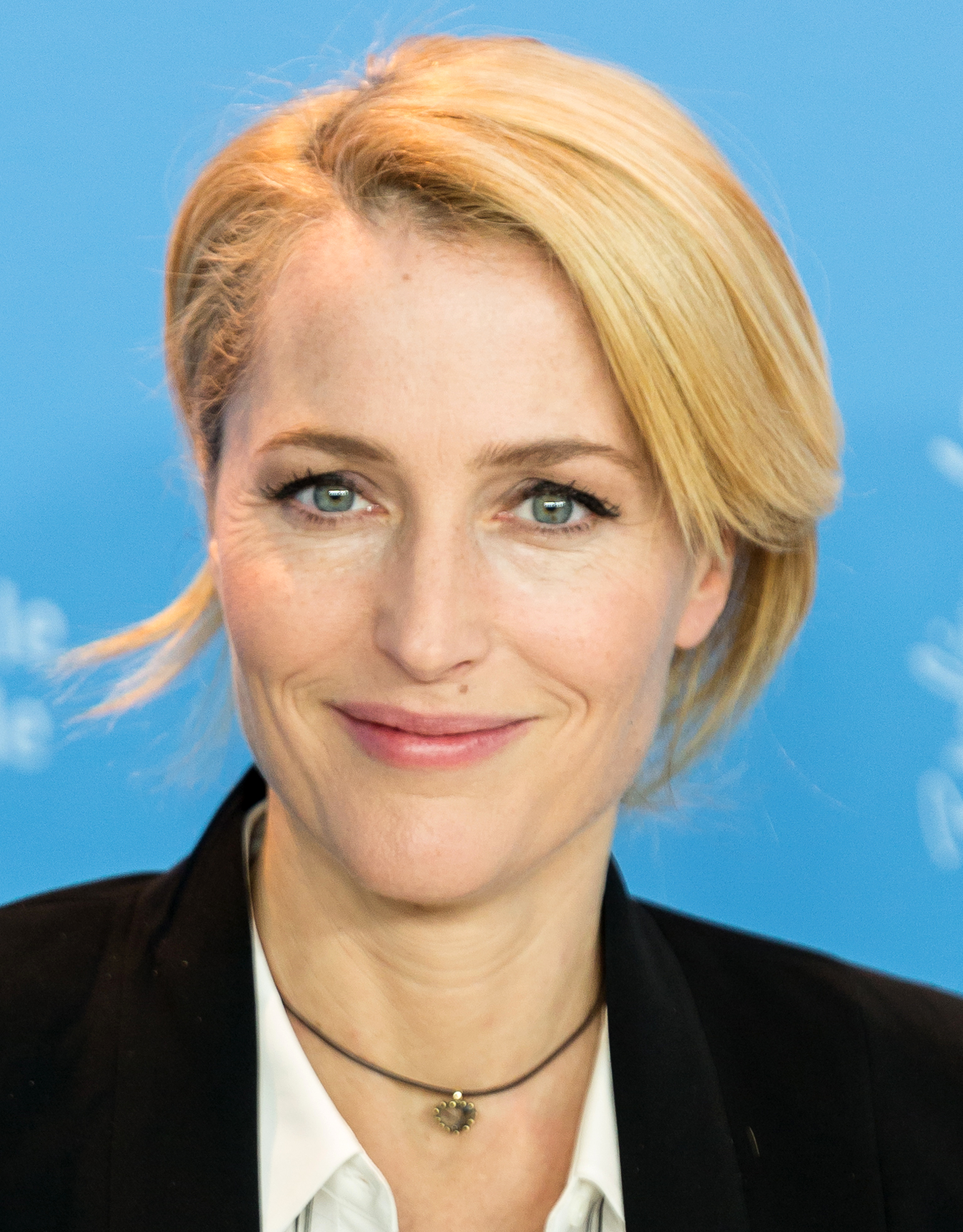

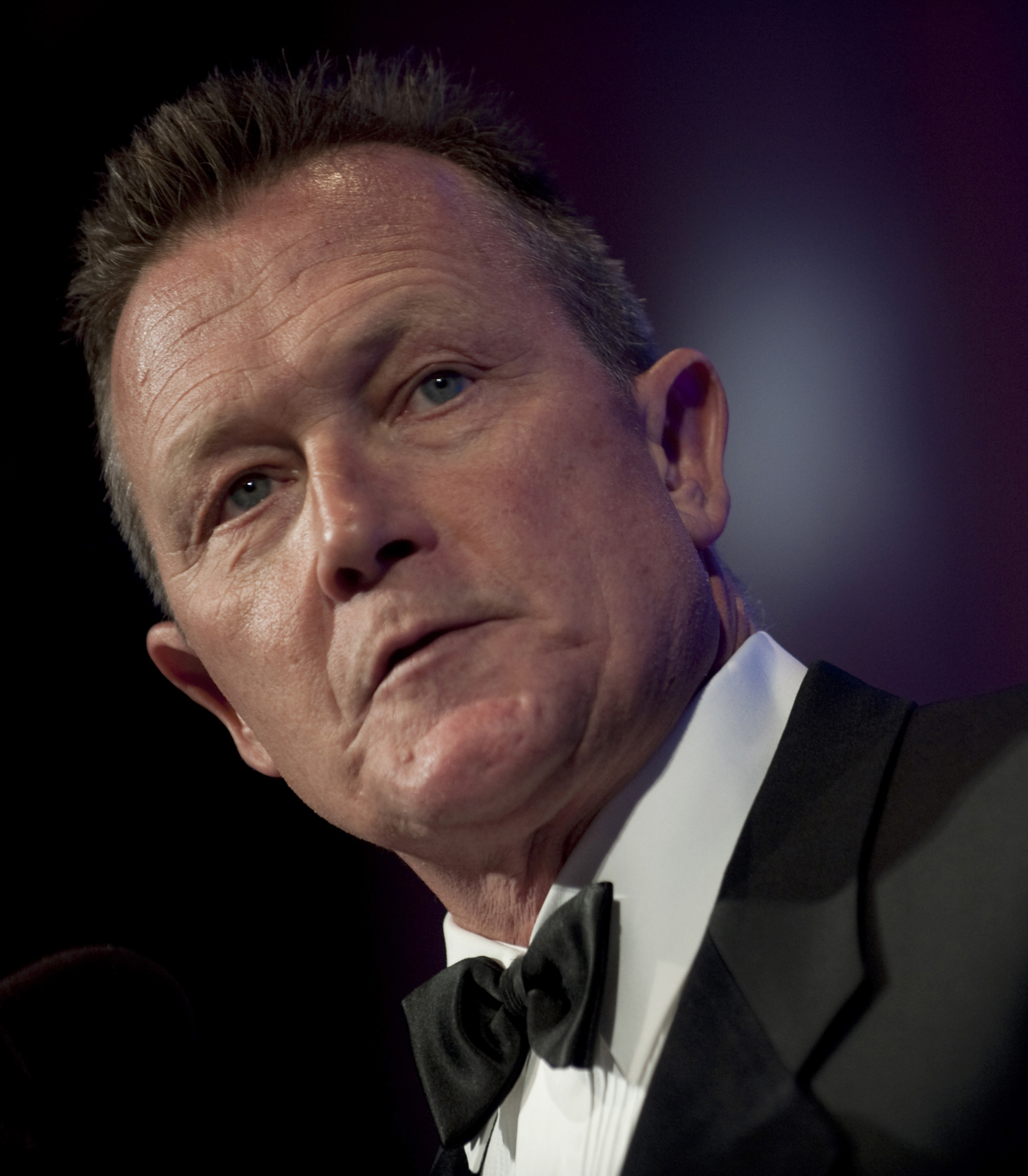

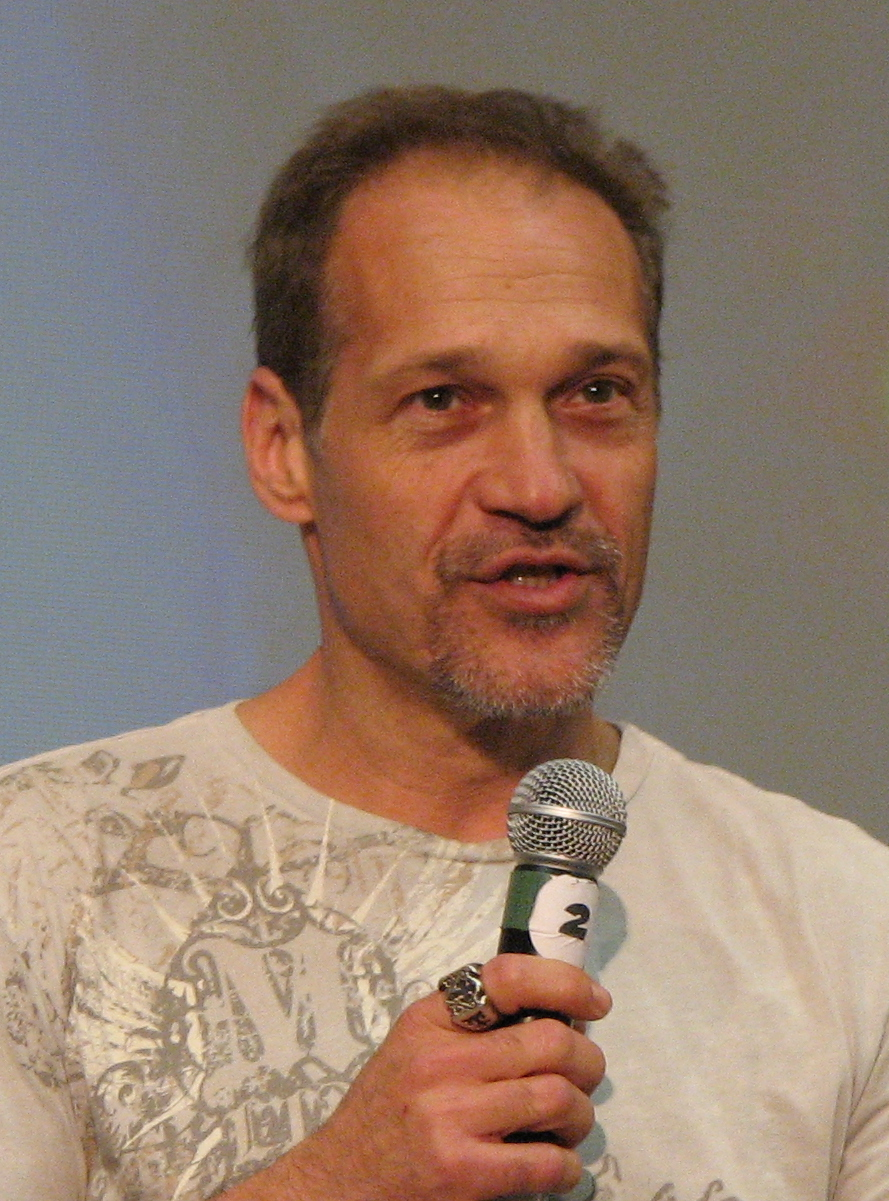

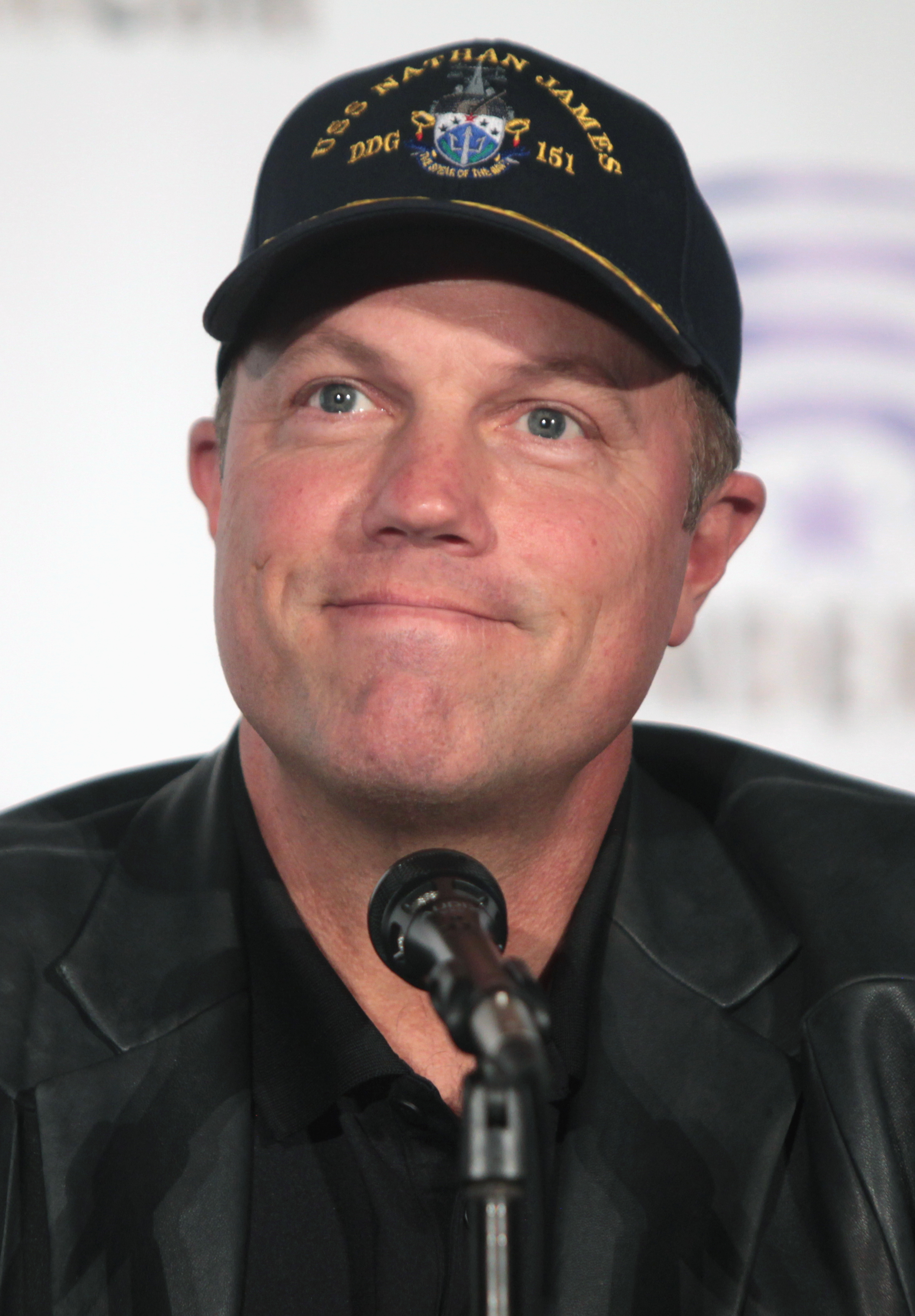

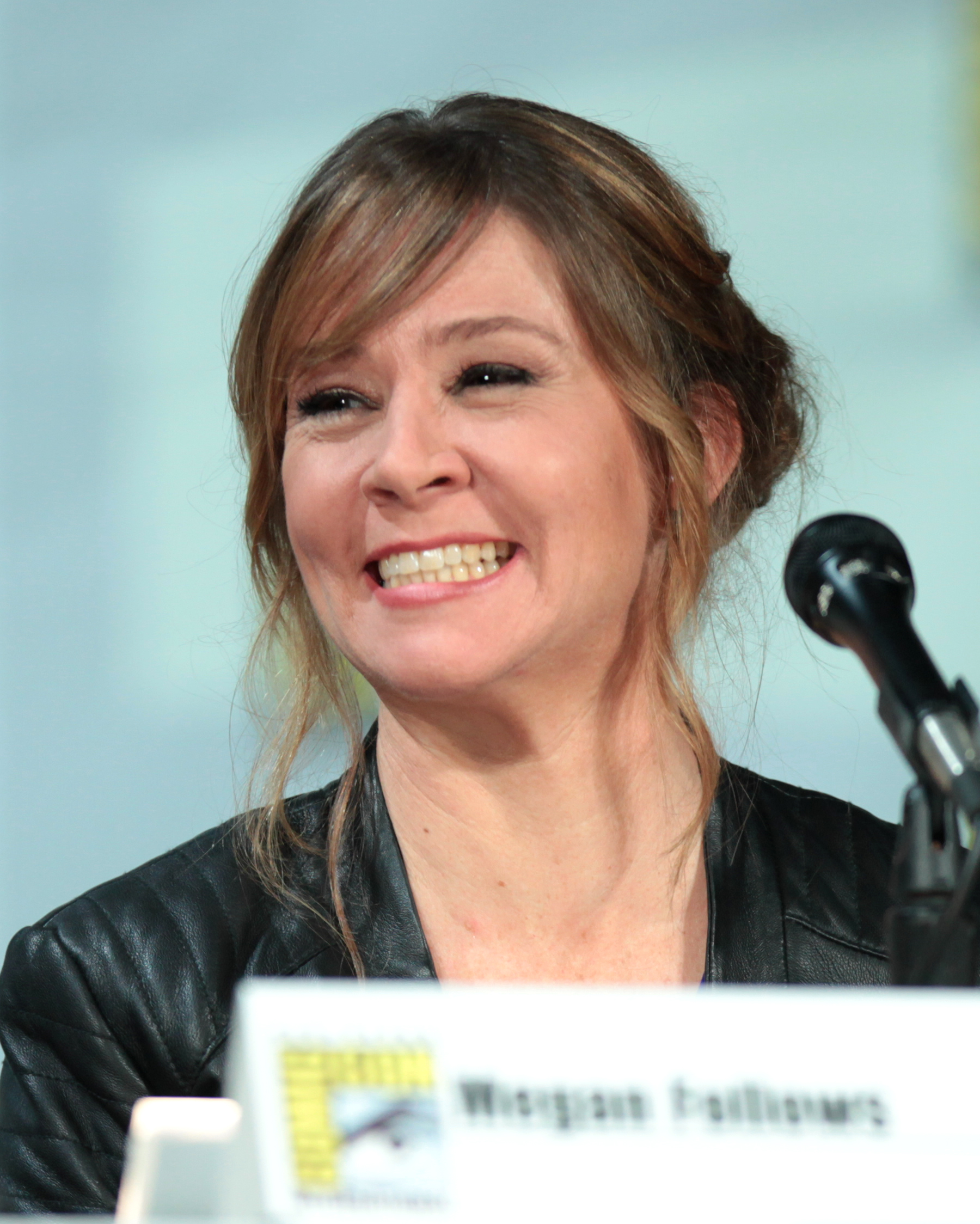

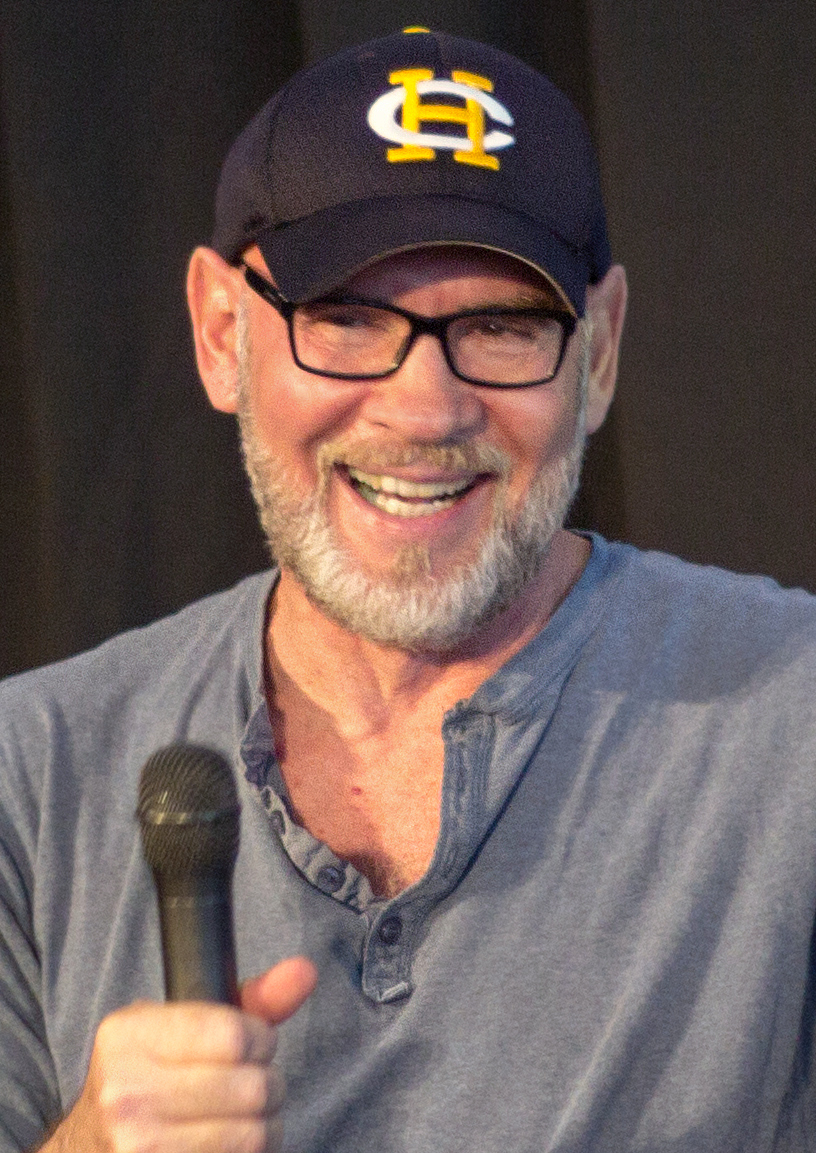

Скаллі і Доггетт розслідують справи кількох жінок, які не могли завагітніти природним шляхом, але були викрадені і завагітніли дітьми інопланетян. Незабаром Скаллі починає хвилюватися за свою вагітність.

## Зміст
Істина поза межами досяжного
Вагітна Кеті Маккріді проходить екстрений кесарів розтин. Під час підготовки її чоловіка просять піти помитися і зачиняють палату. Дитина, яка народилася, виглядає інопланетною.
Дейна розглядає ехограму свого плода і перебуває не в найкращому настрої. Доггетт і Скаллі зустрічаються з Даффі Гаскеллом, яка розповідає їм про свою дружину — її багаторазово викрадали інопланетяни, її — на його думку, вбили лікарі після народження дитини-інопланетянина. Він також описує, як онкозахворювання його дружини викликали і вилікували її викрадачі. Даффі посилає агентів до компанії «Zeus Genetics» в Меріленді і показує їм ультразвукове сканування, яке, здається, підтверджує його історію. Коли агенти йдуть, Доггетт відзначає схожість між випадком та історією Скаллі, хоча він ще не знає, що Дейна вагітна. У спогадах, Фокс Малдер розповідає Скаллі, що її викрадення зробило Дейну безплідною, оскільки яйцеклітини були зібрані для генетичних експериментів. Пізніше Малдер знайшов їх у секретному закладі, але вони не були життєздатними. Скаллі так і не поїхала ліфтом — її в розгубленому стані знаходить Доггетт.
У «Зевс генетик» в Джермантауні (Меріленд) Скаллі підслуховує вагітну жінку Мері Гендершот, яка каже своєму лікарю, що більше не хоче перебувати під його опікою. Щоб уникнути викриття, Скаллі ховається в коморі, яка повна збережених плодів, схожих на бачену раніше інопланетну дитину, але її виявив доктор Лев. З холу закладу Скаллі телефонує доктору Паренті, який займається розтинами інопланетних плодів, і просить його порівняти її ультразвукове сканування з тим, яке Дейні дали раніше.
Чекаючи на прийом Паренті, у Дейни стається є ще один спогад. Скаллі пригадує час, коли вона шукала у Паренті другу думку про свої яйцеклітини і їй повідомили, що вони можуть бути життєздатними з донором сперми. У теперішньому часі її викликають, а потім запевняють, що сканування в порядку. Виявляється — доктор Паренті також консультував дружину Даффі. Пізніше Волтер Скіннер і Доггетт конфліктують з Даффі щодо листів із погрозами, які він надіслав Малдеру та Леву. Однак, коли агенти йдуть, Даффі телефонує Леву, попередивши його, і вони вирішують діяти інтенсивніше. В іншому спогаді Скаллі просить Малдера стати донором, на що він із задоволенням погоджується.
До Скаллі в двері стукає вагітна Мері Гендершот. Мері попереджає Скаллі — їх ненароджені діти в небезпеці. Пізно уночі Скаллі викликає на розмову на нейтральній території Скіннера і Доггетта. Скаллі просить відпустку і Скіннер задовільняє прохання — без повідомлення причин Доггетту. Після того як Доггетт йде, Скіннер намагається переконати Скаллі розкрити йому свою вагітність. Скаллі і Мері відвідують армійський науковий медичний центр, щоб викликати пологи у Гендершот — при цьому повідомляють про імовірну «нетрадиційність» майбутньої дитини.
Доггетту агент Ферра повідомляє, що відбитки пальців Даффі належать людині, яка померла тридцять років тому. Поки Мері готується до операції, Скаллі просить зробити їй УЗД. Доггетт зв'язується зі старим військовим партнером Ноелом Рорером, щоб з'ясувати справжню особистість Даффі. Хоча Рорер запевняє Доггетта, що він проведе розслідування і немає ніякої змови, Джон не переконаний, вважаючи, що Даффі є агентом ЦРУ. Сканування виглядає нормальним, але Скаллі розуміє, що монітор, який вони дивлилися, насправді зображав відео сканування іншої жінки (Ненсі Боксвелл). Зрозумівши, що їх обдурили, Скаллі виявляє Мері та вони обидві покидають операційне приміщення.
Доггетт в розпачі перепиняє Скіннера і повідомляє про обман з Гаскеллом і небезпеку для Скаллі — що Дейна після історії Даффі мала йти по придуманому сліду. Доггетт повідомляє — до цього причетні лікарі, які вбивають вагітних жінок, і Скіннер міниться на обличчі. Коли Скаллі та Мері намагаються прокрастися з будівлі, перед ними ніби виростає Рорер та кілька морських піхотинців, стверджуючи, що Доггетт послав врятувати їх. Жінок вивозять, але у Мері починають пологи. Машину зупиняють, Скаллі вводять гіпнотичну речовину. Дейна крізь пелену свідомості чує при пологах Мері дивний звук голосу новонародженої дитини.
Коли вона опритомнює, Доггетт в палаті повідомляє — зі Скаллі і з її дитиною все добре. Дитина Мері народилася і з нею все нормально. Проте, Скаллі впевнена, що щось не так, але нічого більше з цим зробити не може. Що всі ці події були сплановані аби заволодіти дитиною Мері Гендершот.
В іншому спогаді Скаллі каже Малдеру, що її спроба штучного запліднення зазнала невдачі, але він каже їй ніколи не втрачати віри в диво.

## Зйомки
«Per Manum» знову демонстрував Девіда Духовни як Фокса Малдера. Після врегулювання контракту з «Fox», Духовни припинив участь у зйомках серіалу після сьомого сезону. Щоб пояснити відсутність Малдера, персонажа Духовни викрали інопланетяни у фіналі сьомого сезону, «Реквіємі». Після кількох раундів договірних обговорень Духовни погодився зіграти кілька епізодів. «Per Manum» ознаменував четверту появу Духовни у восьмому сезоні. Кріс Картер пізніше стверджував, що відсутність Малдера в серіалі не вплинула на якість, зауваживши, що «є персонажі, які можуть бути потужними і за відсутності, як Малдер у восьмому та дев'ятому сезонах».
Сцена з самого початку епізоду, в якій Скаллі розпитує свого лікаря про її ультразвукове сканування, була вирізана з остаточного варіанту, оскільки Френк Спотніц вважав, що це занадто заплутано для глядачів — щоб поставити під сумнів дії лікарів так відразу. Колега-співавтор серіалу Джон Шибан сказав, що сцена була недостатньо «тонкою», аби передати належний рівень підозри. Спотніц описав «Per Manum» як «справжній епізод параної, що стосується того, як ви сприймаєте зв'язки між людьми, що вони говорять, і це підозріло чи ні».
Адам Болдвїн, який вперше з'являється у ролі Ноула Рорера, спочатку проходив кастинг на роль Джона Доггетта, програвши Роберту Патріку. Однак знімальна група згадала прослуховування Болдуїна під час кастингу «Per Manum» і попросила зіграти цю роль. Джей Аковоне, який зображує Даффі Хаскель у цьому епізоді, виконував ту ж роль в передостанній серії сезону «Сутність», а також раніше з'являвся в епізоді четвертого сезону «Демони».

## Показ і відгуки
«Per Manum» вперше був показаний в мережі «Фокс» 18 лютого 2001 року і у Великій Британії на «BBC Two» 9 червня 2002 року. Цей епізод отримав рейтинг Нільсена 9,4, що означає — його бачили 9,4 % домогосподарств країни. Серію переглянули 9,61 мільйона домогосподарств та 16 мільйонів глядачів, що зробило його на той час найперегляданішим епізодом «Цілком таємно», який вийшов в ефір за сезон. Пізніше цей епізод був включений у «Міфологію Цілком таємно», Том 4 — Суперсолдати, колекцію DVD, яка містить епізоди, пов'язані з сюжетною лінією інопланетних суперсолдатів.
«Per Manum» отримав переважно позитивні відгуки критиків. Емілі Вандерверф з «The A.V. Club» відзначила епізод «В+» і назвала його хорошим. Вона високо оцінила той факт, що було показано — Малдер, можливо, був батьком дитини Скаллі, зазначивши, що це «підвищує ставки багатьма способами і переглядає місію (Скаллі)», щоб знайти Фокса. Незважаючи на це, оглядачка зауважила, що епізод має деякі проблеми, багато в чому через складний характер міфології на цьому етапі серіалу, а також той факт, що Духовни часом виглядав «трохи нудним». Однак вона написала, що епізод разом із наступною частиною «Цього не може бути» були демонстрацією акторських здібностей Андерсон, і її виступ «поєднує все це разом». Пишучи для «Телебачення без жалю», Джессіка Морган оцінила епізод на «B+», висміюючи деякі сюжетні моменти — такі як двері лікарні, що замикаються, і ставлять під сумнів злочинність лікарів-антагоністів.
Роберт Ширман та Ларс Пірсон у книзі «Хочемо вірити: критичний посібник з Цілком таємно, Мілленіуму та Самотніх стрільців» оцінили епізод 5 зірками з п'яти, назвавши його «поверненням у форму» для серіалу. Оглядачі також вважали, що цей епізод дав Джону Доггетту шанс бути прийнятим іншими постатями серіалу; і похвалили тонке написання емоційного діалогу серії. Том Кессеніч у книзі «Експертизи: несанкціонований погляд на сезони 6-9 „Цілком таємно“» зауважив, що епізод характеризує основні теми серії — «темне передчуття терору, переважаюче почуття параної» та «страх перед невідомим».
Пишучи для «The Vindicator», Ерік Мінк зауважив, що цей епізод був «інтенсивним, іноді грубим, і в напруженому очікуванні до точки подразнення», відчув, що сюжет буде «резонувати миттєво і зловісно з глядачами» Меган Дін з «Tor Books» вважав, що хоча цей епізод, на жаль, частково применшив інтелект Скаллі до спрощеного уявлення про жіночу ідентичність, це був «один з найбільш емоційних епізодів, орієнтованих на Дейну для нас». Крім того, оглядач міркував, що цей епізод є прикладом того, якими були б «Цілком таємно», якби Скаллі була віруючою: жінці сказали, що вона істерична, жінці сказали, що вона все це уявляє і жінці сказали, що свідчення її власного тіла є недійсними" — напрямок, який був би «приголомшливими».
Не всі відгуки були позитивними. Пола Вітаріс з «Cinefantastique» надала епізоду нищівний огляд і не присудила йому жодної зірки з чотирьох. Вона сильно висміяла ідею змови, зазначивши, що роль Хаскелла як «оператора під прикриттям» не була переконливою. Крім того, вона вважала, що оскільки поворот сюжету був таким очікуваним, Скаллі виступила як «малорозумна». Вітаріс також розкритикувала використання флешбеків, зазначивши, що це «єдиний спосіб, у який сценаристи „Цілком таємно“ могли зрозуміти, як використовувати Девіда Духовни».

## Знімалися
| Актор             | Роль           |
| ----------------- | -------------- |
| Роберт Патрік     | Джон Доггетт   |
| Джилліан Андерсон | Дейна Скаллі   |
| Мітч Піледжі      | Волтер Скіннер |
| Джей Аковоне      | Джаффі Гаскелл |
| Адам Болдвін      | Ноул Рорер     |
| Меган Фолловс     | Кейт Макріді   |
| Марк Сноу         | Лікар          |
| Крістофер Стенлі  | агент Джо Фар  |
| Саксон Трейнор    | Мері Хендершот |